# América Bermúdez
América Bermúdez, viuda del Risco ( 2 de septiembre de 1913, San Pedro de Macorís, República  Dominicana - 16 de junio de 2016) escritora, profesora e historiadora dominicana, militante antitrujillista, también conocida entre sus allegados como la poeta callada.
Primera  secretaria en la Gobernación de San Pedro de Macorís, provincia del Este de la República Dominicana.

## Historia
América Bermúdez  nació el 2 de septiembre del 1913 en San Pedro de Macorís, descendiente de una familia de poetas. Era hija del  autor modernista y poeta petromacorisano Federico Bermúdez Ortega y Rosa Elvira Escoto, quien le enseñó a leer y a escribir, porque hasta los siete años no se podía entrar a la escuela. Nieta del escritor Luis Arturo Bermúdez. Tía del poeta Federico Jovine Bermúdez.  
América Bermúdez estuvo contrajo matrimonio a los 21 años con el escritor Víctor René del Risco Aponte, con quien procreó al  también poeta y publicista René del Risco e Iván del Risco Bermúdez. 
En su casa solían reunirse jóvenes a compartir sus ideas de progreso y a generar ideas de cambios. América Bermúdez viuda del Risco falleció el 16 de junio de 2016 a los 102 años, aquejada de diversos problemas de salud.
Colaboradora y asesora por varios años de la institución cultural El Ateneo de San Pedro de Macorís.

## Obras
Entre sus obras figura, El Manual de Historia de San Pedro de Macorís, cuyo contenido se basa en las narraciones de su abuelo y su madre, al igual que grandes aportes de amigos. Otra de sus obras es Mosquitisol, el cual presenta una amplia panorámica de la historia de los mejores años de San Pedro de Macorís. Aparte de los dos materiales de contenido histórico que produjo, dejó un tercer libro inédito que llevaría como título “Mesa Revuelta”.

## Honores
Mientras vivía Bermúdez viuda del Risco recibió varios reconocimientos, entre los cuales están:
- En 2013  decenas de personas ligadas al mundo de los libros de República Dominicana se unieron para celebrarle los 100 años de vida de la escritora, en su residencia de San Pedro de Macorís. La actividad fue realizada en la explanada frontal de la que fuera en vida su residencia ubicada en, La Romana, organizada por El Ateneo de Macorís que preside el ingeniero Vicente Feliú. En esta ocasión, se le entregaron varias placas de reconocimiento una de estas fue dada por la Universidad Central del Este, a través del escritor macorisano Miguel Phipps y otra de parte del Ateneo de Macorís (institución cultural), representado por el ingeniero Vicente Feliú y Franklin Díaz. También el Gobernador Félix de los Santos le entregó una placa de reconocimiento por su prolífica labor como escritora y sus  años de existencia y le prometió una ayuda económica fija.[7]
- Al año siguiente, en 2014 la centenaria mujer ,nuevamente, recibió varias placas de reconocimiento, una de ellas de la alcaldía a través del Consejo de Regidores, que fue entregada por el alcalde municipal Tony Echavarría, acompañado de la regidora Mary Estévez.[8]
- En marzo del 2015 fue reconocida por el Poder Ejecutivo, otorgándole la Medalla al Mérito en el marco de la celebración del Día Internacional de la Mujer.[9]